# 启蒙时代 (长篇小说)
《启蒙时代》，王安忆的长篇小说，获华语文学传媒年度小说家奖、第二届红楼梦奖评审团奖。

## 写作和出版
《启蒙时代》在2007年出版。

## 内容
《启蒙时代》讲述上海一群由孩提迈入青年的男子，在青春荷尔蒙作用下，在文化大革命里追寻理想和人生。
南昌、陈卓然、海鸥、阿明是上海市的青年，毛泽东发起文化大革命之后，整个社会彻底疯狂，这几个青年也不例外，他们疯狂地背诵卡尔·马克思、恩格斯、列宁、斯大林、毛泽东的革命著作，他们想用青春的“狂热、暴力、毁灭”去建设社会主义、共产主义，结果却反而是给社会添乱，带给别人，包括亲人的伤害，最后幡然醒悟，原来革命著作里华丽的词汇“社会主义”、“共产主义”只是美好的“乌托邦”，那种“各尽所能各取所需”的理想社会在他们手里无法实现。

## 角色
- 南昌

- 陈卓然

- 海鸥

- 阿明

## 主题和风格
《启蒙时代》讲述文化大革命时期的“老三届”的生活，抨击了毛泽东发起的文化大革命缺乏民主、自由、最混乱。